# Marius Lambert
Pour les articles homonymes, voir Lambert.
Marius Henri Lambert, né à Rouen le 18 juillet 1868 et mort à Paris (8e arrondissement) le 23 mai 1954, est un compositeur et journaliste français.

## Biographie
Né à Rouen, fils de Marie Aglaé Douville et de Félix Tanador Chéry Lambert, Marius Lambert a passé toute son enfance et sa jeunesse à Alger, où il a été remarqué très tôt pour ses prouesses en termes de composition musicale. En 1889, il reçoit la médaille d'honneur de l'Association universelle dite « Académie des Palmiers de Paris » fondée en 1880 et qui permet de décrocher une bourse d'études et de voyage. Le jeune Lambert reçoit ainsi l'enseignement de Camille Saint-Saens, puis d'Émile Durand et Jules Massenet. En 1890, il commence à publier ses premières compositions.
Il est ensuite nommé professeur d'harmonie au conservatoire d'Alger. En 1894, il devient membre de la Sacem.
Critique, il a fondé plusieurs titres de presse artistique et fut directeur de La France théâtrale.
Son œuvre comprend plus de 200 compositions ; son premier gros succès est l'opérette La Manolita (1907-1910) qui sera reprise à Bruxelles. On lui doit les musiques de nombreuses valses, chansons, et d'opérettes sur des paroles, entre autres, de Louis Amiel, Léon Rabbe, Paul Moncousin, Michel Carré, Albert Acremant, Édouard Daurelly, etc.. La Revue bleue le qualifie de « brillant compositeur ». Durant son gouvernorat, Pierre Bordes veut lui confier la mission de réformer l'éducation musicale en Algérie, mais sans succès.
Il est aussi l'auteur de la musique du film Le Disparu de l'ascenseur de Giulio Del Torre (1931).
Le 20 mars 1948, il est nommé chevalier de la Légion d'honneur par le ministère de l'Éducation nationale. En son hommage, un grand concert est donné à Pleyel le 3 mars, cérémonie durant laquelle il fut rappelé qu'aucune œuvre de Lambert n'avait été jouée durant l'Occupation.